# Багряний пік
«Багряний пік» (англ. Crimson Peak) — американський фільм жахів режисера, продюсера і сценариста Гільєрмо дель Торо, що вийшов 2015 року. У головних ролях Міа Васіковська, Джессіка Честейн, Том Гіддлстон.
Вперше фільм продемонстрували 25 вересня 2015 року у США на Fantastic Fest. В Україні у кінопрокаті показ фільму розпочався 15 жовтня 2015 року.

## Сюжет
Фільм починається з похорону матері дівчинки Едіт Кашинг у 1887 році. Згодом дівчинку відвідує жахливий привид померлої та застерігає: «Стережися Багряного піку!»
Минає 14 років і доросла Едіт стає письменницею, що пише готичні історії. У неї закоханий Алан Макмайкл, лікар та друг дитинства. Йому Едіт зізнається, що іноді бачить привидів, зокрема їй знову явився привид матері. Алан вірить у це, пояснюючи видіння тим, що Едіт має перевагу в своєму зорі порівняно з іншими людьми, подібно до того як звичайні люди над дальтоніками. До батька Едіт Картера прибуває молодий винахідник Томас Шарп, шукаючи гроші для своєї машини для видобування червоної глини, з якої роблять якісну цеглу і черепицю. Попри потребу в такій сировині, Картер відмовляє, посилаючись на те, що Томас не має значних статків та походить зі знатного роду, тому не вміє заробляти на життя сумлінною працею. Проте Едіт зачарована манерами Шарпа, що батько різко не схвалює. Невдовзі Картер загадковим чином гине і стосункам Едіт з Томасом більш нічого не заважає. Гроші батька переходять їй у спадок і дівчина вирішує дати їх Томасу для будівництва його машини.
Після одруження Едіт переселяється в маєток Шарпа — старовинний будинок, що стоїть в місцевості, де добувають червону глину. Шарп живе там з сестрою Люсіль. Сам маєток лякає Едіт холодом і дивними звуками, що її чоловік з сестрою пояснюють старістю конструкцій та вітром. Томас попереджає дружину, щоб вона не спускалася до підвалу, що веде в глиняні копальні. Через глину в землі вода з водопроводу нагадує кров, а скоро Едіт стає бачити привида у вигляді червоної людини без шкіри. На питання чи ніхто в маєтку не гинув насильницькою смертю, Томас знаходить відмовки та згадує про свою сувору матір, з якою він та Люсіль жили тут раніше. Він будує глинодобувну машину, однак говорить дружині, що для її довгої роботи будуть потрібні дорогі деталі, на які Едіт дає іще частину спадку. Між іншим він повідомляє назву цієї місцини — Багряний пік, що походить від кольору глини.
Чергова поява страховиська приводить Едіт до сховку з восковими циліндрами. Через неполадку ліфта вона опиняється в підвалі, де знаходить закриту скриню. Вкравши ключ від неї в Люсіль, Едіт вже сама спускається у підвал і дістає зі скрині грамофон з іншими восковими циліндрами. На циліндрах виявляється записи голосів жінок — колишніх дружин Томаса, котрих він з Люсіль звели в могилу, підсипаючи у чай отруту. Едіт виявляє, що отрута вже діє і на неї, викликаючи кровотечу. До того ж в підвалі в чанах з глиною вона виявляє чийсь кістяк.
Тим часом Алан Макмайкл підозрює, що смерть Картера була вбивством. Він розшукує інформацію про Шарпа і його сестру та знаходить вирізки з газети про них. Алан миттю вирушає до Багряного піку розповісти Едіт правду.
Едіт наважується заговорити з привидом і той приводить її до кімнати, де Томас кохається з власною сестрою. Люсіль, бачачи, що її з братом таємницю розкрито, береться переслідувати Едіт та скидає її зі сходів. Та скоро до маєтку прибуває Алан, наполягаючи на тому, що Едіт слід відвезти в лікарню. Томас і Люсіль задумують вбити Алана, а той розповідає їм усе, що дізнався в ході своїх розслідувань.
Маленька Люсіль вбила свою матір тесаком у ванні після того, як та дізналася про інцест своїх дітей. Ніхто не повірив, що діти є вбивцями, і Люсіль відправили лікуватися, а Томаса — в пансіон. За кілька років вони повернулися в маєток, але не мали грошей. Томас став знаходити багатих дівчат без рідні, а Люсіль вбивала їх, при цьому обманним чином відбираючи статки.
Люсіль доручає брату заколоти Алана ножем, але той тихцем запитує його куди слід вдарити, щоб Алан лишився живим. Завдавши удару, Томас пояснює йому як дістатися до шахти і втекти. Томас рятує Едіт, спалюючи підписані чеки, і каже сестрі, що закохався по-справжньому — в Едіт. Розлючена Люсіль вбиває брата ударом ножа і біжить за Едіт помститися їй. Вони з перемінним успіхом борються в маєтку і в шахті. Коли обоє вибираються на поверхню, Люсіль бачить привид Томаса, а Едіт, користуючись нагодою, вбиває її лопатою. Едіт каже привиду Томаса, що буде завжди його пам'ятати і той, бачачи, що його самопожертва не стала марною, зникає.
Разом з Аланом Едіт покидає маєток, який занепадає, а в його кімнатах оселяється привид Люсіль. Фільм закінчується показом книги з назвою «Багряний пік», автором якої стала Едіт Кашинг.

## Творці фільму

### Знімальна група
Кінорежисер — Гільєрмо дель Торо, сценаристами були Гільєрмо дель Торо і Метью Роббінс, кінопродюсерами — Гільєрмо дель Торо, Каллум Ґрін, Джон Джашні і Томас Талл, виконавчим продюсером — Джилліан Шер. Композитор: Фернандо Веласкес, кінооператор — Ден Лаустсен, кіномонтаж: Берна Вілаплана. Художник-постановник: Томас Сандерс, артдиректор: Брандт Ґордон, художник по костюмах — Кейт Гоулі.

### У ролях
| Актор            | Роль                                    |
| ---------------- | --------------------------------------- |
| Міа Васіковська  | Едіт Кашинг, молода письменниця         |
| Джессіка Честейн | Люсіль Шарп, леді, сестра сера Томаса   |
| Том Гіддлстон    | Томас Шарп, сер, брат леді Люсіль       |
| Чарлі Ганнем     | Алан Макмайкл, доктор                   |
| Джим Бівер       | Картер Кашинг, батько Едіт              |
| Берн Ґорман      | містер Холлі                            |
| Леслі Хоуп       | місіс Макмайкл, мати Алана              |
| Джонатан Гайд    | Огілві                                  |
| Даг Джонс        | привиди матері Едіт / леді Беатріс Шарп |

## Сприйняття

### Оцінки і критика
Фільм отримав позитивні відгуки: Rotten Tomatoes дав оцінку 69 % на основі 160 відгуків від критиків (середня оцінка 6,6/10) і 63 % від глядачів зі середньою оцінкою 3,5/5 (23 506 голосів). Загалом на сайті фільми має позитивний рейтинг, фільму зарахований «стиглий помідор» від кінокритиків і «попкорн» від глядачів. Загалом на сайті фільми має позитивний рейтинг, фільму зарахований «стиглий помідор» від кінокритиків, Internet Movie Database — 7,1/10 (17 384 голоси), Metacritic — 67/100 (36 відгуків критиків) і 7,3/10 від глядачів (136 голосів). Загалом на цьому ресурсі від критиків і від глядачів фільм отримав позитивні відгуки.
Американський письменник Стівен Кінг на своїй сторінці у Твіттер і написав, що фільм «чудовий і достобіса жахаючий».

### Касові збори
Під час показу в Україні, що розпочався 15 жовтня 2015 року, протягом першого тижня на фільм було продано 68 132 квитки, фільм був показаний у 176 кінотеатрах і зібрав 4 445 401 ₴, або ж 204 387 $ (за іншими даними 206 711$), що на той час дозволило йому зайняти 3 місце серед усіх прем'єр.
Під час показу у США, що розпочався 16 жовтня 2015 року, протягом першого тижня фільм був показаний у 2 984 кінотеатрах і зібрав 13 143 310 $, що на той час дозволило йому зайняти 4 місце серед усіх прем'єр. Станом на 23 жовтня 2015 року показ фільму триває 8 днів (1,1 тижня) і зібравши за цей час у прокаті у США 18 670 775 доларів США, а у решті світу 13 602 653 $ (за іншими даними 21 000 000 $), тобто загалом 32 273 428  доларів США (за іншими даними 39 670 775 $) при бюджеті 55 млн доларів США.

## Музика
Музику до фільму «Багряний пік» написав і виконав Фернандо Веласкес, саундтрек має вийти у листопаді 2015 року на лейблі «Quartet Records».
| Список треків | Список треків                     | Список треків     | Список треків |
| #             | Назва                             | Виконавець        | Тривалість    |
| ------------- | --------------------------------- | ----------------- | ------------- |
| 1.            | «Edith’s Theme»                   | Фернандо Веласкес | 1:56          |
| 2.            | «My Mother’s Funeral»             | Фернандо Веласкес | 0:50          |
| 3.            | «Buffalo»                         | Фернандо Веласкес | 2:08          |
| 4.            | «After the Ghost»                 | Фернандо Веласкес | 0:36          |
| 5.            | «Soft Hands»                      | Фернандо Веласкес | 0:46          |
| 6.            | «McMichael»                       | Фернандо Веласкес | 1:05          |
| 7.            | «Valse sur une berceuse anglaise» | Фернандо Веласкес | 1:18          |
| 8.            | «Ghost I»                         | Фернандо Веласкес | 1:41          |
| 9.            | «I Desperately Need Your Help»    | Фернандо Веласкес | 0:54          |
| 10.           | «The Butterfly»                   | Фернандо Веласкес | 0:52          |
| 11.           | «Optician»                        | Фернандо Веласкес | 1:26          |
| 12.           | «Return to Your Ghost»            | Фернандо Веласкес | 3:55          |
| 13.           | «Allerdale Hall»                  | Фернандо Веласкес | 6:19          |
| 14.           | «The House»                       | Фернандо Веласкес | 1:48          |
| 15.           | «What Was That»                   | Фернандо Веласкес | 0:41          |
| 16.           | «Lullaby Variation»               | Фернандо Веласкес | 1:41          |
| 17.           | «The Book»                        | Фернандо Веласкес | 0:53          |
| 18.           | «The Attic»                       | Фернандо Веласкес | 1:47          |
| 19.           | «Ghost II»                        | Фернандо Веласкес | 0:51          |
| 20.           | «Crimson Peak»                    | Фернандо Веласкес | 0:54          |
| 21.           | «Ghost III»                       | Фернандо Веласкес | 1:42          |
| 22.           | «I Have to Get Away from Here»    | Фернандо Веласкес | 1:22          |
| 23.           | «Letter from Italy»               | Фернандо Веласкес | 0:38          |
| 24.           | «I’m Here»                        | Фернандо Веласкес | 3:02          |
| 25.           | «The Machine / The Box»           | Фернандо Веласкес | 1:28          |
| 26.           | «Bubbling Up»                     | Фернандо Веласкес | 0:22          |
| 27.           | «Key’s Chase»                     | Фернандо Веласкес | 0:57          |
| 28.           | «You Didn’t Drink Your Tea»       | Фернандо Веласкес | 0:58          |
| 29.           | «The Gramophone»                  | Фернандо Веласкес | 3:04          |
| 30.           | «You Are Awake»                   | Фернандо Веласкес | 1:40          |
| 31.           | «Let Me Help You»                 | Фернандо Веласкес | 0:53          |
| 32.           | «We Stay Together»                | Фернандо Веласкес | 1:15          |
| 33.           | «I Know Who You Are»              | Фернандо Веласкес | 8:15          |
| 34.           | «Lucille & Showdown»              | Фернандо Веласкес | 10:46         |
| 35.           | «Finale»                          | Фернандо Веласкес | 1:52          |
| 36.           | «Credits»                         | Фернандо Веласкес | 4:11          |

### Виноски
1. 1 2  Crimson Peak: Release Info (англ.). Internet Movie Database. Архів оригіналу за 24 жовтня 2015. Процитовано 14 жовтня 2015.
2. 1 2  Багряний пік. Kino-teatr.ua. Архів оригіналу за 6 жовтня 2015. Процитовано 14 жовтня 2015.
3. 1 2 3 4 5 6  Crimson Peak (англ.). Box Office Mojo. Архів оригіналу за 27 червня 2015. Процитовано 25 жовтня 2015.
4. 1 2 3 4  Crimson Peak (2015) (англ.). The Numbers. Архів оригіналу за 21 жовтня 2015. Процитовано 25 жовтня 2015.
5. 1 2  Crimson Peak (англ.). Internet Movie Database. Архів оригіналу за 15 жовтня 2015. Процитовано 14 жовтня 2015.
6. ↑  Crimson Peak (2015) (англ.). AllMovie. Архів оригіналу за 29 жовтня 2015. Процитовано 14 жовтня 2015.
7. ↑  Юлія Купріна, Андрій Фарисей (15 жовтня 2015). Прем’єри тижня: «Прогулянка висотою», «Багряний пік» і «Любов 3D». У прокат вийшли три історії про любов і кохання – канатохідця до висоти, людини до привидів і режисера до самого себе. Forbes.ua. Архів оригіналу за 18 жовтня 2015. Процитовано 18 жовтня 2015.
8. ↑  Crimson Peak: Full Cast & Crew (англ.). Internet Movie Database. Архів оригіналу за 16 квітня 2016. Процитовано 14 жовтня 2015.
9. ↑  Crimson Peak (англ.). Rotten Tomatoes. Архів оригіналу за 15 жовтня 2015. Процитовано 25 жовтня 2015.
10. ↑  Crimson Peak (англ.). Metacritic. Архів оригіналу за 15 жовтня 2015. Процитовано 25 жовтня 2015.
11. ↑  Clark Collis (17 березня 2015). Stephen King says Guillermo del Toro's new movie is 'f---ing terrifying' (англ.). Entertainment Weekly Inc. Архів оригіналу за 15 листопада 2015. Процитовано 10 грудня 2015.
12. ↑  Stephen King [@StephenKing] (16 березня 2015). Stephen King on Twitter (Твіт)  (англ.). Архів оригіналу за 4 квітня 2016. Процитовано 10 грудня 2015 — через Твіттер.
13. 1 2 3  Бокс-Офіс 42: Любов крутіше за яйця. Kino-teatr.ua. Архів оригіналу за 5 березня 2016. Процитовано 25 жовтня 2015.
14. ↑  Crimson Peak — Ukraine Weekend Box Office (англ.). Box Office Mojo. Архів оригіналу за 30 жовтня 2015. Процитовано 25 жовтня 2015.
15. ↑  Ukraine Box Office for Crimson Peak (2015) (англ.). The Numbers. Процитовано 25 жовтня 2015.
16. ↑  filmmusicreporter (23 жовтня 2015). ‘Crimson Peak’ Soundtrack Details (англ.). Film Music Reporter. Архів оригіналу за 25 жовтня 2015. Процитовано 25 жовтня 2015.
17. ↑  Crimson Peak (Original Motion Picture Soundtrack) (англ.). Apple Inc. Процитовано 25 жовтня 2015.